# Observatori Dudley

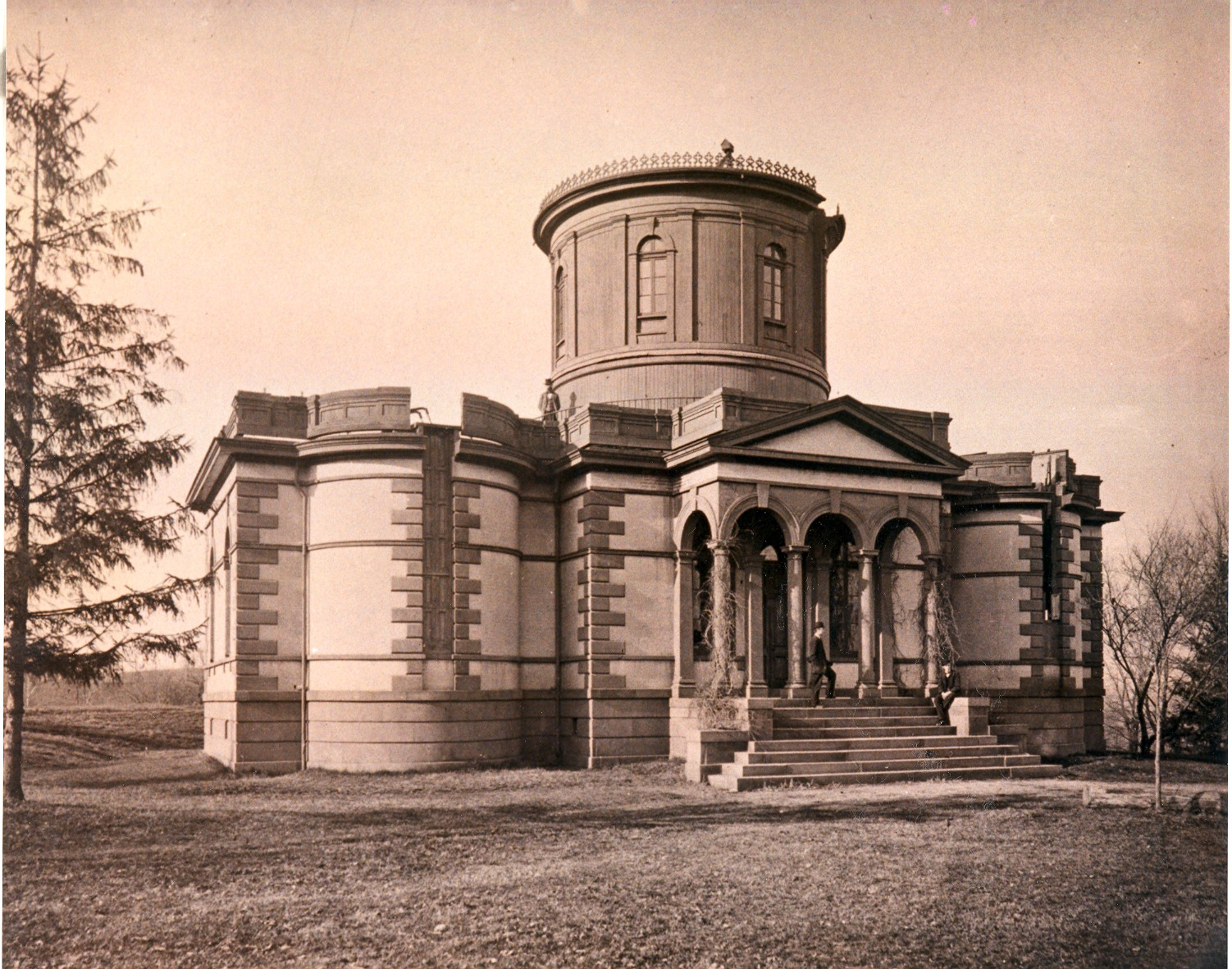
El primer edifici de l'observatori (c.1880)

L'Observatori Dudley (nom original en anglès: Dudley Observatory) està situat a Schenectady (Nova York). Forma part de la coalició d'institucions de la Union University. Fundat sobre un pujol al costat d'Albany en 1852, en 1893 es va traslladar al sud de la ciutat, i en 1963 es va instal·lar en un edifici d'oficines proper al seu emplaçament actual. Des de 2015 els seus fons s'han integrat en el Museu de la Innovació i de la Ciència d'Schenectady.

## Història
Originalment localitzat a Albany (Nova York), el projecte d'aquest observatori astronòmic va ser aprovat l'11 de febrer de 1852 pel Senat de l'Estat de Nova York, i el 3 d'abril de 1852 per l'Assemblea de l'Estat de Nova York.
L'observatori astronòmic pròpiament dit ha operat en dos emplaçaments diferents des de la seva fundació. El primer observatori es va començar a construir en 1852, situat en una elevació al nord-est del centre d'Albany, en un lloc localment conegut com a "Goat Hill". Encara sense completar, l'edifici es va posar en servei el 28 d'agost de 1856, amb Edward Everett pronunciant el discurs inaugural. En la dècada de 1890, el tràfic del ferrocarril al voltant de l'edifici original havia crescut tant que les vibracions afectaven els instruments astronòmics. L'edifici original es va vendre a la ciutat d'Albany, i es va adquirir una nova propietat en els terrenys de la Casa de Caritat d'Albany, on es va construir un nou edifici, segona seu de l'observatori.
Des de la seva fundació fins a 1940, l'observatori es va dedicar fonamentalment a la compilació de catàlegs estel·lars, excepte en un període en el qual va estar tancat al voltant de 1873 a causa de la crisi econòmica causada per la Guerra Civil Nord-americana. No obstant això, en 1901 la Fundació Carnegie va dotar de fons regularment a l'observatori, cosa quei va permetre abordar un nou catàleg amb la posició exacta d'unes 30.000 estels, arribant a establir un observatori auxiliar en San Luis (Argentina) per completar les dades del firmament de l'hemisferi sud. Entre 1900 i 1940, Dudley emprà a centenars de "dones-calculadores" en la minuciosa tasca de processar manualment les dades obtingudes a partir de plaques fotogràfiques.
Després de la Segona Guerra Mundial, Dudley va començar a orientar-se per realitzar treballs rellevants relacionats amb la carrera espacial, apartant-se de l'astronomia clàssica. En conseqüència, es va vendre el segon observatori al Centre Mèdic d'Albany en 1963, adquirint-se un edifici d'oficines en el número 100 de Fuller Road, prop de la Universitat d'Albany. Aquest procés per etapes va durar fins a la fi de la carrera espacial, quan es va acabar el finançament de la NASA. L'oficina de Fuller Road es va llogar a la Universitat en 1976. L'Observatori va passar per diversos trasllats, acabant en un edifici d'oficines en Schaffer Heights, Schenectady.
La institució va passar d'estar directament implicada en la recerca, a convertir-se en una fundació educativa. En 2013, l'administració i les col·leccions de l'Observatori es van traslladar al Museu de la Innovació i de la Ciència d'Schenectady.
Mentre Dudley es va mantenir operatiu, va ser la institució no acadèmica més antiga de recerca astronòmica dels Estats Units.
L'Observatori Dudley va rebre aquest nom en honor de Charles I. Dudley, un antic senador dels Estats Units (1828-1833) mort en 1841; la seva vídua Blandina Bleeker va donar una considerable summa econòmica destinada a fundar la institució.